# Залізнянське
Залізня́нське — село Соледарської міської громади Бахмутського району Донецької області України.

## Населення
За даними перепису 2001 року населення села становило 2 особи, з них усі зазначили рідною українську мову.